# 二リン酸
二リン酸（にリンさん、二燐酸、英: diphosphoric acid）は、化学式 H4P2O7 で表される無機化合物である。ピロリン酸（ピロリンさん、ピロ燐酸、英: pyrophosphoric acid）とも呼ばれる。
リン酸を高温で脱水縮合することで生成する（接頭辞の pyro- は「熱・炎・高温」を意味する）。また、日本語において名称の類似するピロリン（英: Pyrroline）はアミンおよびイミンの一種であり、直接の関係はない。

## 生化学における二リン酸
ヌクレオシド三リン酸における2つのリン酸間にある結合は高エネルギーリン酸結合と呼ばれ、高い結合エネルギーを有する。この加水分解反応で生じるエネルギーを利用して、液胞膜を介したプロトン輸送や、解糖系におけるフルクトース-6-リン酸のリン酸化が起こる。
DNA 合成時の副産物として生じるが、この二リン酸は直ちに加水分解されるため、合成中の逆反応（分解）が起こらないようになっている。